# Détachement Valmy (réseau de résistance dans l'Oise)
Pour les articles homonymes, voir Détachement Valmy (homonymie).
Le détachement Valmy est le nom du réseau qui regroupait les résistants des villes de Montataire, Nogent, Creil et ses environs pendant la Seconde Guerre mondiale en France.
Créé en septembre 1941, il fut commandé par Maurice Mignon, dit « le colonel Théo ».
Une cinquantaine d'actions lui sont attribuées allant du sabotage d'usines au déraillement de train sur les lignes Creil-Amiens, Paris-Saint Quentin ou Creil-Beaumont. Du 23 au 31 août 1944, il prend une part active à la libération de l'agglomération.

## Actions principales
En mars 1943, le réseau revendique deux sabotages de la voie ferrée Creil Beauvais.
En septembre 1943, une locomotive est détruite au lieu-dit Petit Thérain, le centre de triage SNCF de Montataire.
En novembre 1943, il effectue des sabotages et mitraillages sur la même voie.
En décembre 1943, il attaque le train Creil-Beauvais.